# Kein schöner Land in dieser Zeit
Kein schöner Land in dieser Zeit — популярна німецька пісня Антона Вільгельма фон Цуккалмальйо, вперше опублікована у 1840 році у збірці народних пісень. Здобула популярність у 1910-х роках у русі Вандерфогель, і зараз є частиною більшості пісенних книг німецькою мовою. Він був налаштований на хорову музику та сучасні пісні. Початок першого рядка було використано як заголовок книги, вистави та телевізійного серіалу.

## Історія
У 1840 році Антон Вільгельм фон Цуккалмальйо опублікував у другому томі збірника Volkslieder під назвою Deutsche Volkslieder mit ihren Original-Weisen (німецькі народні пісні з оригінальними мелодіями), 382 пісні, які він зібрав сам, згідно до його передмови. Однак деякі пісні були написані і складені Цуккалмальйо. Серед них і «Kein schöner Land in dieser Zeit», яку він опублікував під назвою Abendlied на сторінці 494 як No 274, позначивши як «Vom Niederrhein» (з Нижнього Рейну), що ймовірно є літературною вигадкою.
Після включення «Kein schöner Land» до пісенної книги, 1912 року вона набула популярності у русі Вандерфогель. Ця популярність призвела до кількох різних текстових версій у 20-х роках, наприклад, соціалістичної версії 1929 року та версії для протестантських дівчат та жінок. Єва Ельке, учасниця протестантського молодіжного руху Neuwerk-Bewegung, додала п'яту строфу, яка стала популярною за межами руху. Пісня увійшла до більшості збірників пісень німецькою мовою.

## Текст і мелодія
Чотири строфи вірша містять п'ять рядків у кожному, рифмовані AABBA. Пісня, висловлюючись від першої особи у множині, оспівує ідеал зустрічі друзів літнім вечором на природі. Співаки висловлюють захоплення прекрасною країною і сподіваються на подібні збори в майбутньому, якщо дозволить Божа благодать. Нарешті вони бажають одне одному спокійної ночі під Божим захистом.
| Оригінал | Приблизний переклад |
| --- | --- |
| 1. Kein schöner Land in dieser Zeit als hier das unsre weit und breit, wo wir uns finden wohl untern Linden zur Abendzeit. 2. Da haben wir so manche Stund gesessen da in froher Rund und taten singen, die Lieder klingen im Eichengrund. 3. Dass wir uns hier in diesem Tal noch treffen so viel hundertmal, Gott mag es schenken, Gott mag es lenken, er hat die Gnad. 4. Jetzt, Brüder, eine gute Nacht, der Herr im hohen Himmel wacht; in seiner Güten uns zu behüten, ist er bedacht! | 1. Нема землі, недалекої і далекої, прекраснішої за нашу в цей час, коли ми збираємося під Липами, коли настає вечір. 2. Там ми багато годин сиділи в радісному колі і співали, пісні лунають у дубовому гаю. 3. Нехай ми зустрінемось у цій долині багато сотень разів. Бог може дарувати це, Бог може дарувати це, він має благодать. 4. А тепер, брати, ми бажаємо вам спокійної ночі, Господь на Небі пильнує. У своїй доброті він готовий захищати нас. |